# İrfan Can Eğribayat
İrfan Can Eğribayat (* 30. Juni 1998 in Seyhan) ist ein türkischer Fußballtorhüter, der seit der Saison 2022/23 für Fenerbahçe Istanbul spielt und ist ein ehemaliger Junioren-Nationaltorhüter.

## Leben
Eğribayat kam 1998 in der Ortschaft Seyhan der türkisch-mediterranen Großstadtkommune Adana zur Welt. Dort begann er auch mit dem Fußballspielen. Im Februar 2021 heiratete er seine Lebensgefährtin in Güzelbahçe, mit der er seit drei Jahren liiert war und später nach der Hochzeit erlitten sie gemeinsam eine Fehlgeburt. Später brachte er mit ihr im Frühling 2023 eine Tochter zur Welt.

## Karriere
Eğribayat ist ein 1,93 Meter großer defensiv ausgerichteter Spieler und agiert ausschließlich als Torhüter.

### Vereine
Eğribayat begann 2007 mit dem Vereinsfußball in der Jugend von Adanaspor. Im August 2014 hatte er von seinem Klub einen Profivertrag erhalten. Gegen Ende der Saison 2014/15 wurde er erst am Training der Profimannschaft von Adanaspor beteiligt und gab schließlich mit 16 Jahren am 16. Mai 2015 in der Zweitligabegegnung gegen Elazığspor als Einwechselspieler sein Profidebüt. Sein Profi-Startelfdebüt gab er eine Woche später am letzten Spieltag der Ligasaison. In der Saison 2015/16 fungierte Eğribayat als dritter Torhüter, nach dem gesicherten Aufstieg kam er gegen Saisonende erneut zu zwei Ligaspiel- bzw. drei Pflichtspieleinsätzen. Nach dem vorzeitigen Abstieg in der Süper Lig 2016/17 kam Eğribayat mit 18 Jahren als vierter Torhüter des Profikaders gegen Ligasaisonende zu seinem Süper-Lig-Debüt in der höchsten Ligaspielklasse der Türkei. In den nächsten drei Zweitliga-Saisons etablierte er sich als primärer Stammtorhüter seines Vereines.
Zur Saison 2020/21 wechselte Eğribayat im September 2020 zum türkischen Erstligisten Göztepe Izmir. Er wurde mit 22 Jahren auf Anhieb zum Stammtorhüter des Imzmirer Erstligisten und gehörte am Saisonende zu den zehnt-erfolgreichsten Torhütern in den torhüterischen Kategorien Zu-Null-Spielen, abwehrenden Paraden und Fangquoten der Süper-Lig-Saison an. Während der Süper Lig 2021/22 erlitt Eğribayat gemeinsam mit seiner Frau privat eine Fehlgeburt. Darüber hinaus gehörte Göztepe Izmir zu den abstiegsgefährdeten Mannschaften der Ligasaison an, wobei er an Ligaspielen unter anderem zum Ziel der eigenen Izmirer Fans-Demonstrationen wurde. Nach Ligaspielende am 30. Spieltag im März 2022 kam Eğribayat zu verbalen Auseinandersetzungen im Stadion mit Göztepe-Fans, worüber er sich später über Soziale Medien öffentlich echauffierte und beschuldigte die Fans die Fehlgeburt zu thematisieren, um ihn laut ihm absichtlich zu verletzen. Nach diesen Vorfällen und während des Abstiegskampfes entschieden sich die Göztepe-Vereinsverantwortlichen ihn für sein undisziplinierten Verhaltenes zu suspendieren.
Nach dem Abstieg 2022 wechselte Eğribayat im August 2022 auf Leihbasis mit inklusive einer Kaufoption zum türkischen Vizemeister Fenerbahçe Istanbul der vergangenen Saison. Während der Süper Lig 2022/23 war er der primäre Ersatztorhüter hinter dem Stammtorhüter Altay Bayındır und fiel im November 2022 temporär verletzungsbedingt selbst aus. Nachdem sich Bayındır im April 2023 verletzte und für den Rest der Saison ausfiel, stieg Eğribayat bis zum Saisonende zum Stammtorhüter auf. Dabei wurde er im türkischen Pokalwettbewerb zu den defensiven Leistungsträgern seiner Mannschaft, ab dem Pokal-Halbfinale bis zum Pokalsieg 2023, verblieb Eğribayat im Pokalwettbewerb gegentorlos. Nach Saisonende und seinen erfolgreichen Leistungen entschieden sich die Fenerbahçe-Verantwortlichen ihn im Juni 2023 fest zu verpflichten und er erhielt einen Vertrag bis 2027.

### Nationalmannschaft
Eğribayat startete seine Nationalmannschaftskarriere im April 2014 mit einem Einsatz für die türkische U-16-Nationalmannschaft im Nachwuchsturnier von Montaigu 2014. Mit der U-16 konnte er im Caspian Cup Turnierzweiter werden. Ab August 2014 spielte er auch für die türkische U-17-Nationalmannschaft, ab September 2015 folgten U-Länderspieleinsätze bei den U18-Junioren der Türkei. Im September 2016 stieg Eğribayat zu den türkischen U19-Junioren auf und kam dabei im Oktober 2016 in den Qualifikationsspielen der U19-Europameisterschaft 2017 zum Einsatz. Zwischen 2018 und 2020 bestritt Eğribayat seine letzten U-Länderspiele und zwar für die Türkei U21.

## Erfolge
- Türkische U-16-Nationalmannschaft
  - Zweiter im Caspian Cup: 2014

- Adanaspor
  - Aufstieg in die Süper Lig als Meister der TFF 1. Lig ( ▲): 2015/16[1]

- Fenerbahçe Istanbul
  - Vizemeister der Süper Lig: 2022/23
  - Türkischer Pokalsieger: 2022/23[14]